# Jean Bronckers
J.H.M. (Jean) Bronckers (Rijckholt, 6 januari 1945) is een Nederlands politicus van het CDA.
In de periode lid van 1991 tot 2003 was Bronckers lid van het college van Gedeputeerde Staten van de provincie Limburg. In januari 2004 werd hij directeur bij een vastgoedbedrijf en vanaf eind 2005 was hij bijna een jaar waarnemend burgemeester van Sittard-Geleen. Die vacature was ontstaan toen de PvdA-burgemeester Wim Dijkstra vervroegd met pensioen was gegaan nadat de gemeenteraad een motie van wantrouwen tegen hem had aangenomen.
In april 2009 werd Bronckers benoemd tot waarnemend burgemeester van de gemeente Margraten. Toen op 1 januari 2011 de gemeenten Eijsden en Margraten werden samengevoegd tot Eijsden-Margraten werd hij daar waarnemend burgemeester. Een half jaar later werd hij opgevolgd door Dieudonné Akkermans.